# Дом лордова
Дом лордова (енгл. House of Lords) горњи је дом Парламента Уједињеног Краљевства.
До ступања на снагу Уставног реформског акта 2005. био је и највиши суд у земљи. Дотадашњу судску власт Дома лордова је преузео Врховни суд Уједињеног Краљевства.

## Назив
Пуни назив Дома лордова је „Честити духовни и мирски лордови Уједињеног Краљевства Велике Британије и Сјеверне Ирске окупљени у Парламенту”.
Церемонијални назив му је „Дом перова” (енгл. House of Peers).

## Лордови
Британски Дом лордова се кроз историју састојао од духовних и световних лордова. Духовни лордови су 2 надбискупа и 24 бискупа Цркве Енглеске. Световни лордови су били насљедни перови (војводе, маркизи, грофови, виконти и барони). Два најважнија закона која су драстично измијенила састав Дома лордова су: Акт о доживотном перству 1958. и Акт о Дому лордова 1999.
Усвајањем Акта о доживотном перству 1958. (енгл. Life Peerages Act 1958) у Дом лордова су поред насљедних лордова уведени и доживотни лордови. Они су имали титулу барона коју нису преносили потомцима, а њихов број није законом ограничен. Стварање доживотног перства је знатно повећало политички утицај премијера Уједињеног Краљевства у погледу састава Дома лордова. Иако је и насљедно перство стварао монарх на предлог премијера, ипак је такво перство било теже за „оправдати” пред бирачким тијелом. Закон је тада омогућио и стварање доживотног перства за жене.
Фебруара 1998. Дом лордова је имао укупно 1.272 члана. Од духовних лордова било је 26 бискупа Цркве Енглеске. Световни лордови су били насљедни и доживотни перови. Било је 750 насљедних перова (од којих 16 жена). Остали лордови су били тзв. created peers, укупно њих 496. Међу њима је било 9 насљедних перова и 487 доживотних перова (од којих 81 жена).
Усвајањем Акта о Дому лордова 1999. (енгл. House of Lords Act 1999) насљедно перство је изгубило право чланства у Дому лордова. Дозвољено је да се пословником регулише избор само 90 насљедних перова који би наставили да буду доживотни чланови у прелазном периоду. Изузетак од искључења из чланства су била и два државна великодостојника — лорд велики коморник и гроф маршал. Дакле, овим законом је потпуно измијењен састав Дома лордова који је трајао кроз вијекове. Апсолутну превласт у Дому лордова су тада стекли доживотни лордови тј. страначка лица.
Септембра 2017. Дом лордова има укупно 798 чланова. Од духовних лордова је 25 бискупа. Световни лордови су доживотни перови, као и законом ограничен број насљедних перова. Доживотних перова је 682, а насљедних 91. Има и 27 лордова који су привремено спријечени да обављају дужност члана Дома лордова.

## Законодавна власт
Британски Дом лордова је кроз историју био равноправан уставотворни и законодавни чинилац са Домом комуна у оквиру Парламента Уједињеног Краљевства. Два најважнија закона која су драстично измијенила улогу Дома лордова су: Акт о Парламенту 1911. и Акт о Парламенту 1949.
Усвајањем Акта о Парламенту 1911. (енгл. Parliament Act 1911) Дом лордова је изгубио право апсолутног вета над предлозима закона (енгл. public bills) претходно усвојеним у Дому комуна, а нарочито над финансијским предлозима (енгл. money bills). Дом лордова од тада може једино „стопирати” предлог закона највише двије године, а финансијски предлог највише мјесец дана. Тако је омогућено демократски изабраном Дому комуна да усваја законе и шаље их монарху на санкционисање и без пристанка недемократског насљедног Дома лордова.
Усвајањем Акта о Парламенту 1949. (енгл. Parliament Act 1949) двогодишњи суспензивни вето Дома лордова је смањен на највише годину дана. Овај закон је био заправо измјена и допуна ка ранијем Акту о Парламенту 1911. Ова два уставна закона се могу посматрати као једна правна цјелина и насловљавати као Акти о Парламенту 1911. и 1949. (енгл. Parliament Acts, 1911 and 1949).

## Судска власт
Дома лордова је до 2010. године био највиши грађански суд Уједињеног Краљевства и највиши кривични суд Енглеске, Велса и Сјеверне Ирске.
Судску власт Дома лордова нису вршили сви лордови него група од 12 правних лордова (енгл. Law Lords) које је постављао монарх. Правни лордови су били доживотни перови. Они су морали имати положене судијске испите, тј. они су били судије којима се уступала част да постану перови. Први правни лордови су почели са радом 1876. године. Судили су најчешће у вијећу које се називало апелациони комитет (енгл. Appellate Committee). Виши правни лорд (енгл. Senior Law Lord) био је први међу правним лордовима.
Данас, сви лордови могу учествовати у поступцима опозива. Опозиве предлаже Дом комуна, а затим се о томе доноси одлука већином гласова свих лордова.